# 阪南中央病院
阪南中央病院（はんなんちゅうおうびょういん）は、大阪府松原市にある民間病院。地域周産期母子医療センターに指定されており、南河内地域における周産期、母子医療において重要な役割を担っている。

## 沿革
1973年、「同和地区の医療機関とし、地域住民の部落差別からの解法を医療の分野において推進」すること、「地域住民の疾病治療、救急医療及び健康管理等の事業を実施し、広く門戸を開放して市民のための保健増進、医療福祉の向上をめざす」ことを目的に開院（設立趣意書より）。設立出資金13億円は、大阪府と松原市が折半して負担。用地は松原市が病院に無償提供（ただし府が市に用地費貸付をおこなう）、運営費は開設準備経費1000万円の補助、当初運転資金5000万円の貸付、さらに「経営努力でまかなうことのできない経費」は全額補助（確認書より）という優遇措置がおこなわれているが、赤字を埋め合わせるための府の補助金は12年間で75億円、さらに増設費などを含めると府の補助金総額は200億円を超えていた。
　2002年、同和対策関連法の期限終了に伴い、「財団法人阪南医療福祉センター 阪南中央病院」と名称を変更。
　2004年には財団法人が解散し、「医療法人財団阪南医療福祉センター」として運営を開始し自立民営化された。
　2010年7月には社会医療法人として認定され（周産期医療と小児救急）、「社会医療法人阪南医療福祉センター 阪南中央病院」となる。
　2024年10月に徳洲会グループとなる。

## 診療科
（この節の出典）
- 内科
- 外科
- 整形外科
- 小児科 (NICUあり。大阪府下の新生児相互診療援助システム(NMCS)参加。)
- 産婦人科 (MFICUあり。産婦人科相互援助システム(OGCS)参加。)
- 眼科
- 皮膚科
- 放射線科
- リハビリテーション科
- 精神科（2020年12月29日現在、初診受け入れ中止中）
- 泌尿器科（2020年12月29日現在、初診受け入れ中止中）

## 医療機関の指定・認定
（下表の出典）
| 保険医療機関 | 労災保険指定病院 |
| 母体保護法指定医の配置されている医療機関 | 生活保護法指定病院（中国残留邦人等の円滑な帰国の促進並びに永住帰国した中国残留邦人等及び特定配偶者の自立の支援に関する法律（平成六年法律第三十号）に基づく指定医療機関を含む。） |
| 臨床研修病院 | 結核指定病院 |
| 指定養育病院 | 特定疾患治療研究事業委託医療機関 |
| 原子爆弾被害者一般疾病医療取扱病院 | DPC対象病院 |
| 指定小児慢性特定疾病医療機関 | 指定自立支援医療機関（精神通院医療） |
| 身体障害者福祉法指定医の配置されている医療機関 | 地域周産期母子医療センター |
| 診療科名中に産婦人科、産科又は婦人科を有する病院にあっては、公益財団法人日本医療機能評価機構が定める産科医療補償制度標準補償約款と同一の産科医療補償約款に基づく補償の有無 | 性犯罪・性暴力被害者のためのワンストップ支援センター |
| 在宅療養支援病院 | 公害医療機関 |

- 救急告示病院（二次救急）[7]
- 公益財団法人日本医療機能評価機構認定病院[8]
- このほか、各種法令による指定・認定病院であるとともに、各学会の認定施設でもある。

## 交通アクセス
- 近鉄南大阪線「布忍駅」から徒歩約8分[9]。布忍駅よりやや遠いが高見ノ里駅からであれば一本道である。
- 近鉄南大阪線「河内松原駅」から南海バスに乗車し、「南新町１丁目」停留所で下車[9]
- JR西日本阪和線「堺市駅」から南海バスで約15分、「南清水」停留所で下車[9]
- OsakaMetro御堂筋線「北花田駅」から南海バスで約10分、「南清水」停留所で下車[9]